# Ciló (cognom romà)
|  | Aquest article tracta sobre el cognom romà, escrit també Quiló. Per altres significats, vegeu Ciló (polític) |

Ciló o Quiló (en llatí: Cilo o Chilo) fou un cognom romà emprat per diverses famílies, i que feia referència a un tret físic: els llavis grossos (Cilo) o el cap llarg (Chilo).
Es coneixen els personatges següents:
- Gai Curci Quiló o Gai Curci Filó, cònsol el 445 aC
- Luci Flamini Quiló, triumvir monetal nomenat per Juli Cèsar
- Veti Quiló, magister societatis cap al 73 aC[2]
- Quint Anni Quiló, membre de la conjuració de Catilina
- Publi Magi Ciló, assassí de Marc Claudi Marcel
- Ciló, magistrat proscrit el 43 aC
- Juni Ciló, magistrat romà del segle i, governador a l'Àsia Menor
- Luci Fabi Ciló Septimià, cònsol els anys 193 i 204